# 百道浜沖窪地

百道浜沖窪地（ももちはまおきくぼち）は、福岡県福岡市早良区百道浜の沖において、博多湾の埋立に用いる土砂の浚渫により生じた海底の窪地の一つ。その後発生した博多湾内の環境問題を解消するために、湾内で航路を浚渫するときに生じる土砂を用いて埋戻しが行われた。

## 経緯
1980年代（昭和50年代）に室見川河口の北側、百道の海岸において行われた住宅地等の整備事業に必要な埋立て材として、同海岸の沖において土砂の浚渫が行われ、その深堀跡として大きな窪地（位置：北緯33度35分59秒 東経130度21分1秒 / 北緯33.59972度 東経130.35028度）が残された。窪地の規模は、面積が約35ヘクタール、容積が約165万立方メートルで、周辺の海底より約8メートル深くなった。

## 環境問題
博多湾はもともと湾の入り口部分が狭く、閉鎖性水域であるため、人口増加に伴う生活排水の流入に伴う海底部への栄養塩の蓄積により富栄養化が急速に進行しているところに、百道浜沖窪地などの窪地が残されたことから、夏季に博多湾内奥部に毎年のように発生している貧酸素水塊の原因の一つと考えられた。

## 埋戻し
博多湾における貧酸素水塊の環境問題を解消するために、2011年（平成23年）から2015年（平成27年）の5箇年にわたり、各年の4月から9月にかけて、博多港内の航路の浚渫で発生した土砂を用いて、国土交通省による埋戻しが実施された。埋戻しに当たっては、福岡市漁業協同組合などの漁業関係者から、土砂投入時の濁り対策が強く要望されたため、2重管トレミー工法の採用、自立式汚濁防止膜の設置、土運船の低速航行などの対策が講じられた。これらの対策の結果2015年の工事完了時には、泥の拡散などは確認されなかったとされている。

## 環境改善効果の検証
百道浜沖窪地の埋戻しが開始される前から終了した後にかけて国土交通省の調査が行われ、貧酸素化などが低減したことが確認されている。同調査では、生物の変化としては、窪地が埋戻されるにつれて、窪地内の底生生物群集は窪地周辺と類似し、環境改善に伴う生物群集の遷移が確認できたとされている。